# Gymnobothrus lineaalba
Gymnobothrus lineaalba är en insektsart som beskrevs av Bolívar, I. 1889. Gymnobothrus lineaalba ingår i släktet Gymnobothrus och familjen gräshoppor. Inga underarter finns listade i Catalogue of Life.